# Donne di conforto

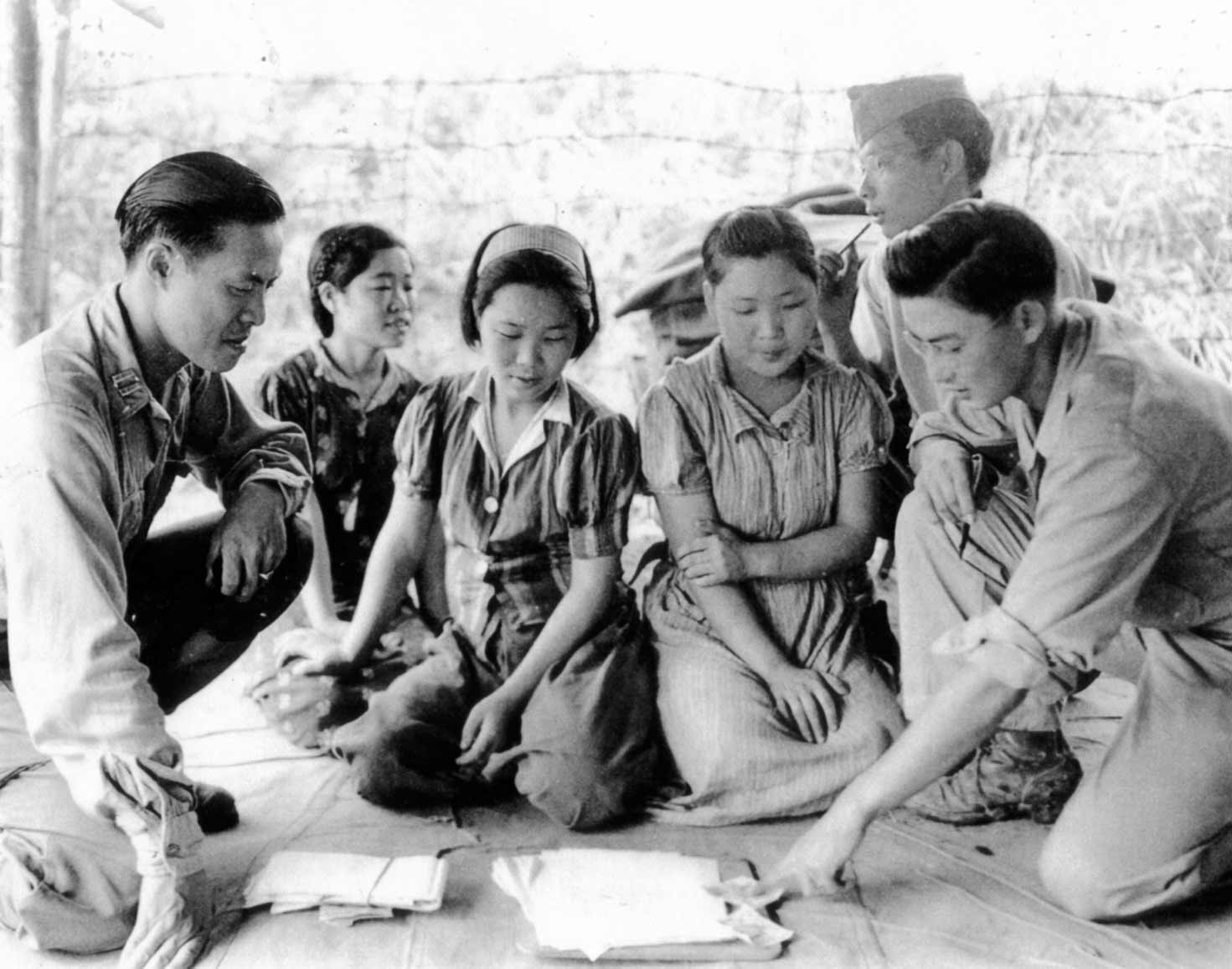
Donne di conforto coreane interrogate da soldati statunitensi dopo l'assedio di Myitkyina

Le donne di conforto furono ragazze e giovani donne coinvolte in un sistema di prostituzione in bordelli militari gestiti dall'esercito dell'Impero giapponese. La locuzione italiana, al pari di quella inglese comfort women, è una traduzione del termine giapponese ianfu (慰安婦). Ianfu è un eufemismo che sta per shōfu (娼婦) che significa "prostituta/e". I documenti relativi alla Corea del Sud affermano che non fosse una forza volontaria e dal 1989 diverse donne si sono fatte avanti, testimoniando che i soldati giapponesi le avevano rapite.
Storici come Lee Yeong-Hun e Ikuhiko Hata affermano che le donne di conforto reclutate fossero volontarie. Altri storici invece, basandosi sulle testimonianze di ex-reclutate e dei soldati giapponesi ancora in vita, sostennero che l'esercito e la marina giapponese furono entrambe coinvolte, direttamente o indirettamente, nella coercizione, nell'inganno e talvolta nel sequestro di giovani donne nei territori occupati dalle loro forze. La storica sudcoreana Park Yu-ha propone una visione più sfumata, evidenziando la complessità delle relazioni tra le donne reclutate e i soldati e criticando la narrativa dominante in Corea del Sud, che tende a rappresentarle esclusivamente come vittime di schiavitù sessuale.
La stima del numero di donne coinvolte varia, da un minimo di 20 000, citato dagli accademici giapponesi, ad un massimo di 410 000 donne, citato dagli studiosi cinesi; il numero esatto, tuttavia, è ancora argomento di ricerca e dibattito. Ciò di cui si è certi è che esse provenissero dalla Corea, dalla Cina, dal Giappone e dalle Filippine; si sa anche che nei "centri di conforto" si impiegassero donne provenienti anche dalla Thailandia, dal Vietnam, dalla Malesia, da Taiwan, dall'Indonesia e da altri territori occupati. Questi "centri" si trovavano in Giappone, in Cina, nelle Filippine, in Indonesia, nella Malesia Britannica, in Thailandia, in Birmania, in Nuova Guinea, a Hong Kong, a Macao e nell'Indocina Francese.
Secondo varie testimonianze, le giovani donne dei paesi sotto il controllo imperiale giapponese venivano prelevate dalle loro case e, in molti casi, ingannate con promesse di lavoro in fabbriche o nell'ambiente della ristorazione. Una volta reclutate, venivano incarcerate nei "centri di conforto" e deportate in paesi a loro stranieri. Uno studio del governo olandese descrive come i militari giapponesi stessi reclutassero con la forza le donne nelle Indie Orientali Olandesi. Lo studio rivelò che 300 donne olandesi finirono per essere schiave sessuali dei militari giapponesi.

## Storia postbellica
Non vi furono discussioni relative al problema delle donne di conforto fino alla chiusura dei centri, dopo la guerra di Corea. Il Giappone non ne parlò poi finché non ristabilì le relazioni con la Corea del Sud, nel 1965.
Nel 1973 Kakou Senda scrisse un libro sul sistema delle donne di conforto, concentrando l'attenzione sul ruolo giapponese. Il suo libro fu ampiamente criticato dagli storici giapponesi e coreani, poiché distorcerebbe la realtà dei fatti. Tuttavia, fu la prima menzione del dopoguerra relativa al sistema della schiavitù sessuale e divenne una fonte importante per l'attivismo degli anni novanta.
Nel 1974 uno studio cinematografico sudcoreano realizzò un film pornografico chiamato Chonggun Wianbu ("Corpi volontari delle donne"), in cui erano protagonisti proprio i soldati giapponesi e le donne di conforto. Il primo libro coreano sull'argomento venne pubblicato nel 1981, era però un plagio del libro scritto da Kim Il-Myeon, coreano trapiantato in Giappone.
Nel 1989 la testimonianza di Seiji Yoshida fu tradotta in coreano. Ben presto però i giornalisti giapponesi e coreani smascherarono quella che era in realtà una truffa; tuttavia, dopo la pubblicazione, diverse donne si fecero avanti affermando di essere state sequestrate da soldati giapponesi. Nel 1996, Yoshida ammise che le memorie erano una sua invenzione.
In seguito a numerose testimonianze, fu emanata la dichiarazione di Kono del 1993 che confermò l'effettiva esistenza di abusi durante la guerra.

## Istituzione del sistema

### Prostituzione militare giapponese
La corrispondenza militare dell'esercito imperiale giapponese mostra che l'idea di creare i "centri di conforto" aveva lo scopo di prevenire gli stupri di guerra, che avrebbero incrementato l'ostilità dei locali verso i soldati giapponesi.
Data la ben organizzata ed aperta natura della prostituzione in Giappone, era logico che si dovesse organizzare una prostituzione anche per le forze militari giapponesi. L'esercito giapponese istituì i centri del comfort anche per prevenire la trasmissione di malattie veneree ed intercettare lo spionaggio nemico. Secondo lo storico Yoshiaki Yoshimi, questa soluzione aggravò invece i problemi che avrebbe dovuto risolvere. Yoshimi asserisce che « [...] l'esercito imperiale giapponese aveva soprattutto timore che lo scontento covato dai soldati potesse esplodere in sommosse o rivolte. Così provvidero con le donne di conforto.»

#### Delineamento
Il primo "centro di conforto" (bordello) venne istituito nella concessione giapponese di Shanghai nel 1932. Le prime donne di conforto furono prostitute giapponesi che si offrirono volontarie per questo servizio. Tuttavia, con il proseguire della campagna d'espansione giapponese, i militari nipponici si trovarono a corto di volontarie, decidendo così di sfruttare le donne che vivevano nelle zone invase. Molte donne accettarono le richieste di lavoro fatte dai giapponesi per operaie o infermiere, non sapendo che sarebbero state costrette ad essere schiave sessuali.
Nelle prime fasi della guerra, le autorità giapponesi reclutarono le prostitute con metodi convenzionali. Nelle aree urbane venne usata la pubblicità convenzionale, attraverso intermediari, assieme al sequestro. Sempre gli intermediari misero degli annunci sui giornali che circolavano in Giappone, Corea, Taiwan, Manciukuò e in Cina. Queste soluzioni ben presto, specialmente in Giappone, esaurirono il numero delle volontarie. Il Ministero degli affari esteri resistette all'ulteriore rilascio di visti di viaggio per le prostitute giapponesi, credendo che il fatto avrebbe danneggiato l'immagine dell'Impero del Giappone. I militari cominciarono così a cercare le donne di conforto al di fuori del Giappone, soprattutto in Corea e nella Cina occupata. Molte donne furono ingannate e truffate e quindi costrette ad aggregarsi ai bordelli militari.
La situazione peggiorò con il proseguimento della guerra. A causa dello sforzo bellico, i militari non furono più in grado di rifornire le unità giapponesi; i militari allora si rifornirono dai locali, esigendo o saccheggiando le loro risorse. Lungo la linea del fronte, soprattutto nelle campagne dove vivevano meno persone, i militari giapponesi esigevano spesso che i governanti locali fornissero loro le donne per i bordelli. Quando la popolazione locale, specialmente i cinesi, era considerata ostile, i soldati eseguirono la Sanko sakusen ("politica dei tre tutto" - uccidi tutti, saccheggia tutto, distruggi tutto), che includeva il sequestro e lo stupro indiscriminato dei civili.
L'Office of War Information degli Stati Uniti documentò le interviste a venti donne di conforto in Birmania, nelle quali si affermava che le ragazze venivano persuase con l'offerta di molti soldi, un'opportunità per pagare i debiti di famiglia, per avere un lavoro facile e la prospettiva di una nuova vita in una nuova terra, Singapore. Con queste falsità molte ragazze vennero reclutate per il servizio oltremare e pagate con un anticipo di poche centinaia di yen.

#### Richieste d'archivio e prove
Il 17 aprile 2007 Yoshiaki Yoshimi e Hirofumi Hayashi annunciarono la scoperta, negli archivi relativi al processo di Tokyo, di sette documenti ufficiali dai quali emerge che le forze militari imperiali, come la Tokeitai (polizia militare della Marina), obbligassero le donne i cui padri avevano attaccato la Kenpeitai (polizia militare dell'Esercito) a lavorare nei bordelli del fronte cinese, indocinese ed indonesiano. Questi documenti furono resi pubblici al processo per i crimini di guerra. In uno dei documenti si cita un tenente, che confessò di aver organizzato un bordello e di essersene servito egli stesso. Un'altra fonte afferma che gli uomini del Tokeitai avevano arrestato alcune donne per strada e, dopo esami medici coatti, le avevano costrette a lavorare nei bordelli.
Il 12 maggio 2007 il giornalista Taichiro Kajimura annunciò di aver scoperto trenta documenti del governo olandese, che furono presentati al processi di guerra a Tokyo come prove di un caso di prostituzione forzata nel 1944, a Magelang.
Nel settembre 2007 il governo sudcoreano designò Bae Jeong-ja come collaboratore pro-Giappone (Chinilpa) per gli studi sull'argomento.

### I numeri sulle donne di conforto
La carenza di documenti ufficiali rese difficile stimare il totale delle donne di conforto. Gli storici sono giunti a varie stime, studiando i documenti sopravvissuti, che indicano i movimenti di soldati in una particolare area e la variazione del numero donne. Lo storico Yoshiaki Yoshimi, che dedicò il primo studio accademico che mise in luce l'argomento, stimò il numero totale tra le 50 000 e le 200 000 donne.
Basandosi su questa stima, la maggior parte delle fonti mediatiche internazionali parlano di circa 200 000 donne reclutate o rapite dai soldati per servire nei bordelli militari. La BBC cita "da 200 000 a 300 000" donne, mentre la Commissione internazionale dei giuristi cita le "stime degli storici di 100 000 - 200 000 donne."

### Paesi d'origine
Secondo il professor Yoshiko Nozaki dell'Università di Buffalo, la maggior parte delle donne provenivano dalla Cina e dalla Corea. Il professor Yoshiaki Yoshimi, dell'Università di Chuo, afferma che vi erano circa 2 000 centri, dove all'incirca 200 000 donne giapponesi, cinesi, coreane, filippine, taiwanesi, birmane, indonesiane, olandesi ed australiane furono internate. Ikuhiko Hata, docente all'Università di Nihon, stima che il numero di donne che lavoravano nei quartieri di piacere erano meno di 20 000 e che esse erano giapponesi per il 40%, coreane per il 20%, cinesi per il 10% e di altri paesi per il restante 30%. Secondo Hata, il totale delle prostitute regolarmente reclutate in Giappone era solo 170 000 in tutta la guerra. Altre donne venivano dalle Filippine, da Taiwan, dalle Indie orientali olandesi e da altri paesi occupati dai giapponesi.
In ulteriori analisi dei documenti dell'Esercito Imperiale sul trattamento per le malattie veneree dal 1940, Yoshimi conclude che, se la percentuale delle donne curate riflette la percentuale generale, il 51,8% di esse erano coreane, il 36% cinesi e il 12,2 giapponesi.
Ad oggi, solo una donna giapponese ha pubblicato la sua testimonianza. Nel 1971, un'ex comfort woman, costretta a lavorare per i soldati dell'imperatore a Taiwan, pubblicò le sue memorie sotto lo pseudonimo di Suzuko Shirota.

### Trattamento delle donne di conforto
Approssimativamente i tre quarti delle donne in questione morirono e la maggior parte delle sopravvissute perse la fertilità a causa dei traumi e delle malattie trasmesse. Secondo il soldato giapponese Yasuji Kaneko, « [...] le donne piangevano ma non c'importava se le donne vivevano o morivano. Noi eravamo i soldati dell'imperatore. Sia nei bordelli militari che nei villaggi, violentavamo senza riluttanza.» Violenza e torture erano comuni. Lo storico revisionista giapponese Ikuhiko Hata afferma che la testimonianza di Kaneko è falsa poiché testimoniò su fatti accaduti nel massacro di Nanchino del 1937, mentre lui fu arruolato nel 1940.
Nel febbraio 1944 dieci donne olandesi furono prelevate a forza dai campi di prigionia a Giava da ufficiali dell'Esercito imperiale del Giappone per diventare schiave sessuali. Esse venivano picchiate e violentate sistematicamente, giorno e notte. Essendone stata vittima, nel 1990 Jan Ruff-O'Herne testimoniò ad un comitato della Camera dei rappresentanti degli Stati Uniti:
Nella loro prima mattina al bordello, furono scattate delle foto a Jan Ruff-O'Herne e ad altre donne; le foto furono esposte nella sala d'attesa del bordello in modo che gli ospiti potessero scegliere prima la ragazza. Per i quattro mesi successivi le ragazze furono violentate e picchiate giorno e notte, e quelle che rimanevano incinte erano costrette ad abortire. Dopo questo periodo le ragazze furono spostate al campo di Bogor, nell'ovest di Giava, dove furono riunite alle loro famiglie. Questo campo era esclusivo per le donne che facevano parte dei bordelli militari e i giapponesi le avvertirono che se parlavano di ciò che era loro accaduto le avrebbero uccise assieme alle loro famiglie. Diversi mesi dopo la O'Herne fu trasferita in un campo di Batavia, che fu liberato il 15 agosto 1945.
Gli ufficiali giapponesi coinvolti furono in qualche modo puniti dalle autorità giapponesi al termine della guerra. Dopo la fine delle ostilità, undici ufficiali giapponesi furono ritenuti colpevoli e uno di essi fu condannato a morte della Corte per i crimini di guerra in Batavia. La corte ritenne che la colpa di chi abusò delle donne fu di aver violato l'ordine dell'esercito imperiale di reclutare solo donne volontarie. Le vittime di Timor Est testimoniarono che esse furono costrette alla schiavitù anche se non ancora in età per avere il ciclo mestruale. I testimoni affermano che queste ragazze pre-adolescenti furono ripetutamente violentate dai soldati giapponesi e coloro che si rifiutarono furono uccise.
Hank Nelson, professore emerito della Divisione di ricerca del Pacifico asiatico all'Università Nazionale Australiana, scrisse riguardo ai bordelli creati dai giapponesi a Rabaul, nella Papua Nuova Guinea durante la seconda guerra mondiale. Nei suoi scritti, Nelson cita il diario di Gordon Thomas, un soldato prigioniero di guerra a Rabaul. Thomas scrisse che le donne che lavoravano nei bordelli « [...] erano al servizio di venticinque-trentacinque uomini al giorno» e che erano « [...] vittime della tratta di schiavi dei musi gialli.»
Nelson cita inoltre Kentaro Igusa, un chirurgo della Marina giapponese, distaccato a Rabaul. Igusa scrisse nelle sue memorie che le donne continuavano il loro lavoro nonostante infezioni e gravi disagi, anche se "gridavano e imploravano aiuto".

### In Corea
Durante la seconda guerra mondiale, il regime del Giappone imperiale creò, in Corea, un sistema di prostituzione del tutto simile a quello creato in altre parti della sfera di co-prosperità della Grande Asia orientale. Agenti coreani, uomini della polizia militare e militari ausiliari coreani furono coinvolti nell'organizzazione delle donne di conforto. Chong-song Pak scoprì che « [...] i coreani sotto il comando giapponese divennero pienamente acculturati come attori nel gestire il sistema di prostituzione, che venne trapiantato nel loro paese dagli stati coloniali».
Dopo la sconfitta, i militari giapponesi distrussero molti dei documenti per paura di essere perseguiti per i crimini di guerra.
Alcuni documenti furono ritrovati nel 2007 da Yoshiaki Yoshimi e Hirofumi Hayashi.

### Scuse e indennizzi

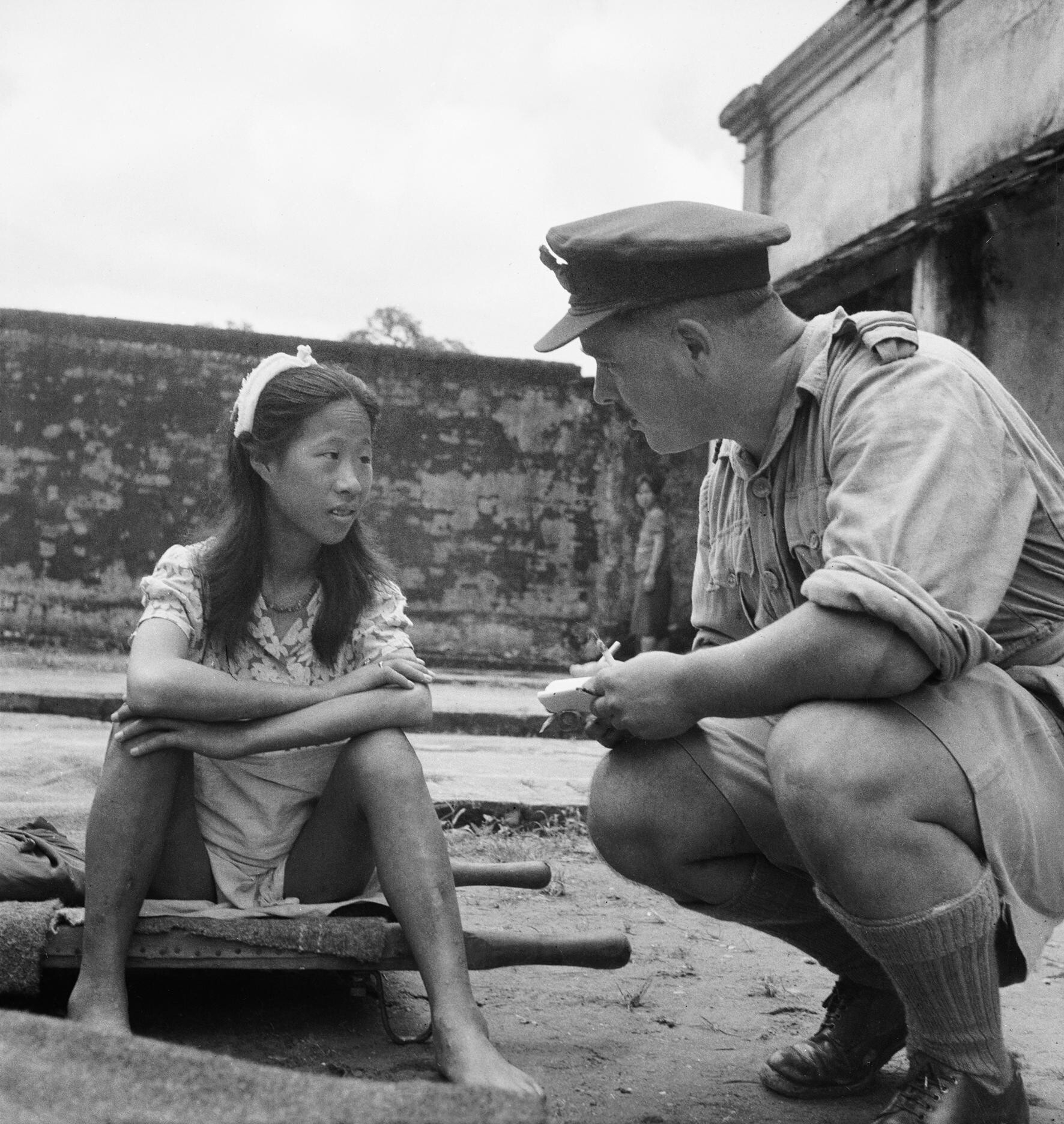
Yangon (Birmania), 8 agosto 1945. Una ragazza cinese di uno dei "battaglioni del comfort" viene intervistata da un ufficiale alleato.

Nel 1965 il governo giapponese pagò 364 milioni di dollari al governo coreano come indennizzo per tutti i crimini di guerra, incluse le ferite procurate alle donne di conforto. Nel 1994 il governo giapponese creò il Fondo Donne Asiatiche per distribuire compensazioni supplementari a Corea del Sud, Filippine, Taiwan, Paesi Bassi e Indonesia. Ad ogni sopravvissuta fu consegnata una scusa ufficiale dall'allora primo ministro del Giappone Tomiichi Murayama, in cui si può leggere: «Come primo ministro del Giappone, io dunque rinnovo le mie più sincere scuse e il [mio più sincero] rimorso a tutte le donne che furono sottoposte ad immensurabili e dolorose esperienze e [che] soffrirono ferite fisiche e psicologiche incurabili nel ruolo di donne di conforto.» Il fondo fu chiuso il 31 marzo 2007.
Tre donne coreane intentarono causa al Giappone nel dicembre del 1991, all'incirca nel periodo del 50º anniversario dell'attacco di Pearl Harbor, chiedendo un risarcimento per la prostituzione forzata. Esse consegnarono dei documenti ritrovati dal professore e storico Yoshiaki Yoshida, che erano stati archiviati al Ministero della Difesa giapponese, dopo che le truppe americane li avevano restituiti al Giappone nel 1958. Successivamente, il 14 gennaio 1992 il portavoce del governo giapponese, Koichi Kato, rilasciò una scusa ufficiale in cui affermò che «Noi non possiamo negare che l'ex esercito giapponese ebbe un ruolo nel sequestro e nella detenzione di "ragazze del comfort" e vogliamo esprimere le nostre scuse e [la nostra] contrizione». Tre giorni dopo, il 17 gennaio 1992, ad una cena offerta dal presidente sudcoreano Roh Tae-woo, il primo ministro giapponese Kiichi Miyazawa affermò: «Noi giapponesi dovremmo per primi richiamare la verità sul tragico periodo in cui le azioni giapponesi inflissero sofferenze e cordoglio al vostro popolo. Non dovremmo mai dimenticare il nostro rimorso su tutto ciò. Come primo ministro del Giappone, voglio esprimere nuovamente il mio rimorso su queste gesta e fare le mie scuse al popolo della Repubblica di Corea.» Il primo ministro ripeté le sue scuse il giorno seguente prima dell'Assemblea Nazionale della Corea del Sud. Il 28 aprile 1998 i giudici giapponese decretarono che il Governo dovesse indennizzare le donne con 2 300 dollari ciascuna.
Nel 2000 si riunì a Tokyo il Tribunale internazionale delle donne per i crimini di guerra che, nella sentenza emessa l'anno seguente, condannò simbolicamente l'imperatore Hirohito, altri nove alti ufficiali e lo stesso Stato giapponese per crimini contro l'umanità
Nel 2007 le schiave sessuali sopravvissute vollero una scusa ufficiale dal governo giapponese. Shinzō Abe, il primo ministro dell'epoca, affermò, il 1º marzo 2007, che non vi erano prove che il governo giapponese avesse tenuto schiave sessuali, anche se il governo aveva già ammesso, nel 1993, l'uso di bordelli. Il 27 marzo il parlamento giapponese espresse una richiesta ufficiale di scuse. Il triste fenomeno non fu mai dimenticato dalla Corea ed è uno dei motivi cui può essere fatta risalire la rivalità tra i due Stati asiatici e l'inizio della guerra commerciale tra Giappone e Repubblica di Corea del 2019.
Il 28 dicembre 2015, il primo ministro giapponese Shinzo Abe e la presidente sudcoreana Park Geun-hye hanno raggiunto un accordo per risolvere definitivamente la questione delle donne di conforto. Abe ha espresso "le più sincere scuse e rimorsi" per le sofferenze subite dalle vittime, riconoscendo il dolore fisico e psicologico inflitto. Pur affermando che il Giappone considerava risolte in modo definitivo le questioni di proprietà e risarcimenti con la Corea del Sud, inclusa quella delle donne di conforto, in base all'Accordo del 1965, il Primo Ministro Abe ha accolto con favore il fatto che questo accordo ponesse fine alla questione in modo 'definitivo e irreversibile'. Nell’agosto 2016, il Giappone ha versato 1 miliardo di yen alla Fondazione per la riconciliazione e la cura, istituita in Corea del Sud per sostenere le sopravvissute. Tuttavia, nonostante il sostegno della comunità internazionale, l’accordo è rimasto controverso e ha incontrato opposizione in Corea del Sud.

#### Scandalo sull'uso dei fondi destinati alle donne di conforto[81]
Nel 2020, Yoon Mee-hyang, ex presidente del Consiglio coreano per la giustizia e la memoria, è stata accusata di appropriazione indebita di fondi destinati alle vittime delle donne di conforto. Le accuse includevano l'uso personale di donazioni e sussidi governativi destinati alle sopravvissute. Nel novembre 2024, la Corte Suprema della Corea del Sud ha confermato la sua condanna, infliggendole una pena detentiva sospesa di 18 mesi con tre anni di libertà vigilata.

## Critiche
Alcuni studiosi sudcoreani, come l'economista e storico Lee Young-hoon, hanno sostenuto che la questione delle donne di conforto sia stata in parte strumentalizzata a fini politici nel contesto delle tensioni tra Corea del Sud e Giappone. Nel libro Anti-Japan Tribalism: The Root of the Korean Crisis (2019), Lee introduce il concetto di “tribalismo anti-giapponese”, descrivendo una mentalità diffusa in una parte della società sudcoreana che, secondo l'autore, ha portato alla costruzione di una narrativa storica distorta e ostile nei confronti del Giappone. Lee e i suoi coautori sostengono che tale narrativa sia stata utilizzata per consolidare l'identità nazionale e ottenere vantaggi politici, anche a scapito dell'accuratezza storica. In particolare, il libro contesta l'idea che tutte le donne di conforto siano state vittime di schiavitù sessuale imposta dall'esercito giapponese, proponendo invece una visione più sfumata e controversa del fenomeno.
Una visione simile è stata avanzata da Marshal Wordsworth nel suo libro Inconvenient and Uncomfortable: Transcending Japan’s Comfort Women Paradigm (2018). Wordsworth sostiene che la questione delle donne di conforto sia stata politicizzata e che le esperienze di queste donne siano state più complesse di quanto comunemente riconosciuto. Pur suscitando reazioni contrastanti, il suo lavoro propone una riflessione più approfondita su come la storia sia stata reinterpretata, mettendo in discussione la visione di vittimismo assoluto che prevale nella narrazione convenzionale.
Nel libro The Comfort Women Hoax (2023), J. Mark Ramseyer e Jason M. Morgan sostengono che la narrativa dominante sulle donne di conforto di schiavitù sessuale sia stata amplificata da attori politici e accademici. Gli autori affermano che molte donne coinvolte nel sistema delle "comfort women" avrebbero scelto volontariamente di lavorare nei bordelli militari giapponesi. La loro posizione ha suscitato polemiche: alcuni critici la considerano una negazione storica, mentre altri la vedono come un tentativo di rivedere la comprensione tradizionale del fenomeno. 
Un'altra figura controversa nel dibattito accademico è la studiosa sudcoreana Park Yu-ha, docente di letteratura giapponese presso la Sejong University. Nel suo libro Comfort Women of the Empire (2013), Park sostiene che le esperienze delle donne di conforto siano state più eterogenee di quanto descritto dalla narrativa ufficiale sudcoreana. Basandosi su lettere, testimonianze e documenti storici, Park afferma che alcune donne avrebbero avuto relazioni affettive o di dipendenza economica con i soldati giapponesi, e che non tutte sarebbero state costrette con la forza. Le sue posizioni hanno suscitato forti critiche da parte di attivisti e associazioni di ex vittime, che l'hanno accusata di revisionismo. Nel 2015 è stata denunciata per diffamazione, ma nel 2023 la Corte Suprema sudcoreana ha annullato la condanna, riconoscendo il principio della libertà accademica.
Nel suo libro The Comfort Women: Sexual Violence and Postcolonial Memory in Korea and Japan (2008), C. Sarah Soh analizza come la questione delle donne di conforto sia intrecciata con la memoria postcoloniale e le tensioni politiche tra Corea e Giappone. Soh critica la tendenza a ridurre il fenomeno a un semplice abuso sessuale, proponendo invece un’interpretazione che considera le dinamiche storiche, culturali e politiche che hanno modellato la memoria collettiva di entrambi i paesi.
Nel libro Wartime Military Records on Comfort Women (2018), Archie Miyamoto esamina documenti militari della Seconda Guerra Mondiale provenienti da Stati Uniti, Paesi Bassi, Australia e Giappone. Miyamoto suggerisce che le testimonianze delle donne di conforto siano state influenzate da narrazioni politiche e che le esperienze delle donne coinvolte siano state più complesse di quanto comunemente riconosciuto.
Lo storico Ikuhiko Hata stimò che il numero delle donne di conforto fosse stato all'incirca tra 10 e 20 000 donne. Hata scrisse che nessuna delle donne di conforto fu reclutata con la forza. Alcuni politici giapponesi affermano che le testimonianze delle ex donne di conforto sono inconsistenti e inverosimili, quindi non valide.
Un libro satirico, Shin Gōmanism Sengen Supesharu - Taiwan Ron (新・ゴーマニズム宣言SPECIAL 台湾論), dell'autore giapponese Yoshinori Kobayashi, ritrae le donne in kimono mentre fanno la fila per firmare l'arruolamento prima dei soldati stessi. Il libro di Kobayashi contiene un'intervista con l'industriale taiwanese Shi Wen-long, che afferma che nessuna donna venne costretta ad arruolarsi e che lavoravano in condizioni igieniche migliori in confronto alla classica prostituzione, poiché l'uso di preservativi era obbligatorio.
Vi fu una controversia riguardante la società di radiodiffusione pubblica giapponese all'inizio del 2001. Essa riguardava la diffusione di notizie relative alla sentenza del "Tribunale internazionale delle donne per i crimini di guerra sulla schiavitù sessuale dei militari giapponesi" "tribunale di opinione" (minshu hotei) che si riunì a Tokyo nel 2000, che vennero pesantemente modificate per riflettere una visione revisionista.

### Documenti ufficiali

#### Nazioni Unite
- (EN) Gay J. McDougall, CONTEMPORARY FORMS OF SLAVERY—Systematic rape, sexual slavery and slavery-like practices during armed conflict, su unhchr.ch, 22 giugno 1998. URL consultato il 12 novembre 2007.

#### Governo giapponese
- (EN) Yohei Kono, Statement by the Chief Cabinet Secretary Yohei Kono on the result of the study on the issue of "comfort women", su mofa.go.jp, Ministero degli Affari Esteri del Giappone, 4 agosto 1993.
- (EN) The Comfort Women Issue, su us.emb-japan.go.jp. URL consultato il 4 luglio 2008 (archiviato dall'url originale il 10 ottobre 2007).

#### Governo dei Paesi Bassi
- (NL) Ministerie van Buitenlandse zaken, Gedwongen prostitutie van Nederlandse vrouwen in voormalig Nederlands-Indië [Enforced prostitution of Dutch women in the former Dutch East Indies], vol. 23607, Handelingen Tweede Kamer der Staten-Generaal [Hansard Dutch Lower House], 24 gennaio 1994, ISSN 0921-7371 (WC · ACNP).

#### Governo degli Stati Uniti
- (EN) Jan Ruff O'Herne, Statement of Jan Ruff O'Herne AO, Subcommittee on Asia, Pacific and the Global Environment, su foreignaffairs.house.gov, Comitato per gli Affari Esteri, Camera dei Rappresentanti degli Stati Uniti, 15 febbraio 2007. URL consultato il 23 marzo 2007 (archiviato dall'url originale il 28 febbraio 2007).
- (EN) Mike Honda, Honda Testifies in Support of Comfort Women, su house.gov, Casa dei Rappresentanti degli Stati Uniti, 15 febbraio 2007. URL consultato il 23 marzo 2007 (archiviato dall'url originale il 4 giugno 2011).
- (EN) GovTrack.us, H. Res. 121: Expressing the sense of the House of Representatives that the Government of Japan should formally.., su govtrack.us, 2007. URL consultato il 23 marzo 2007.

### Saggi
- (EN) Herbert P. Bix, Hirohito and the Making of Modern Japan, HarperCollins, 2000, ISBN 0-06-019314-X.
- (EN) Edward Drea, Researching Japanese War Crimes Records. Introductory Essays (PDF), Washington D.C., Nazi War Crimes and Japanese Imperial Government Records Interagency Working Group, 2006, ISBN 1-880875-28-4. URL consultato il 1º luglio 2008.
- (JA) Akira Fujiwara (藤原彰), 三光作戦」と北支那方面軍 [La politica dei "tre tutto" e l'esercito regionale cinese del nord], Kikan sensô sekinin kenkyû 20, 1998.
- (EN) Adam Gamble e Takesato Watanabe, A Public Betrayed, Regnery Publishing, 2004, ISBN 0-89526-046-8.
- Silvia Gini, Il Fondo nazionale per le donne asiatiche in Giappone: una lettura di genere (PDF), in DEP deportate esuli profughe. Rivista telematica di studi sulla memoria femminile, n. 15, 2011. URL consultato il 5 settembre 2021.
- (JA) Mitsuyoshi Himeta (姫田光義), 日本軍による『三光政策・三光作戦をめぐって』 [Sulla strategia/politica dei "tre tutto" da parte delle forze giapponesi], Iwanami Bukkuretto, 1996.
- (EN) Hirofumi Hayashi, Disputes in Japan over the Japanese Military 'Comfort Women' System and Its Perception in History, Annals of the American Academy of Political & Social Science, vol. 617, maggio 2008,  pp. 123–132.
- (EN) George Hicks, The Comfort Women. Japans Brutal Regime of Enforced Prostitution in the Second World War, New York, W.W. Norton & Company, 1997, ISBN 0-393-31694-7.
- (EN) Maria Rose Henson, Comfort Woman: A Filipina's Story of Prostitution and Slavery Under the Japanese Military, Rowman & Littlefield Publishers, 1999, ISBN 0-8476-9149-7.
- (EN) Caroline Rose, Sino-Japanese relations: facing the past, looking to the future?, Routledge, 2005, ISBN 978-0-415-29722-6.
- (EN) C. Sarah Soh, The Comfort Women: Sexual Violence and Postcolonial Memory in Korea and Japan, 2009.
- (EN) Yuki Tanaka, Japan's Comfort Women: Sexual Slavery and Prostitution During World War II and the US Occupation, 2009.
- (EN) Yoshiaki Yoshimi, Comfort Women. Sexual Slavery in the Japanese Military During World War II, traduzione di Suzanne O'Brien, New York, Columbia University Press, 2000, ISBN 0-231-12033-8.

### Articoli di giornale
- (EN) Richard H. Mitchell, George Hicks. The Comfort Women: Japan's Brutal Regime of Enforced Prostitution in the Second World War, in The American Historical Review, CII, n. 2, aprile 1997,  p. 503, DOI:10.2307/2170934.
- (EN) Lisa Yoneyama, NHK's Censorship of Japanese Crimes Against Humanity, in Harvard Asia Quarterly, VI, n. 1, inverno 2002 (archiviato dall'url originale il 27 agosto 2006).
- (EN) James Przystup, Japan-China Relations: Wen in Japan: Ice Melting But.. (PDF), in Comparative Connections, A Quarterly E-Journal on East Asian Bilateral Relations, IX, n. 2, Honolulu, Pacific Forum CSIS, luglio 2007,  pp. 131-146, ISSN 1930-5370 (WC · ACNP). URL consultato il 10 luglio 2010 (archiviato dall'url originale il 10 marzo 2010).
- (EN) Canada MPs demand Japan apologize to WWII 'comfort women', su afp.google.com, AFP, 28 novembre 2007. URL consultato il 4 luglio 2008 (archiviato dall'url originale il 14 dicembre 2007).
- (EN) Sex slaves put Japan on trial, su BBC News, 8 dicembre 2000. URL consultato il 1º luglio 2008.
- (EN) Abe questions sex slave 'coercion', su BBC News, 2 marzo 2007. URL consultato il 10 maggio 2022.
- (EN) Japan party probes sex slave use, su BBC News, 8 marzo 2007. URL consultato il 10 maggio 2022.
- (EN) 'Comfort women' distortion stirs indignation, in China Daily, 13 luglio 2005. URL consultato il 20 maggio 2008.
- (EN) Associated Press, Memoir of comfort woman tells of 'hell for women', in China Daily, 6 luglio 2007. URL consultato il 29 agosto 2007.
- (EN) Japan court rules against 'comfort women', su CNN, 29 marzo 2001. URL consultato il 15 febbraio 2013 (archiviato dall'url originale il 22 settembre 2006).
- (EN) "Comfort Women" Resolution Likely to Pass U.S. Congress, su Digital Chosunibuto (English edition), 2 febbraio 2007. URL consultato il 30 marzo 2007 (archiviato dall'url originale il 13 marzo 2007).
- (EN) Comfort Women Were 'Raped': U.S. Ambassador to Japan, su Digital Chosunibuto (English edition), 19 marzo 2007. URL consultato il 2 luglio 2008 (archiviato dall'url originale il 5 giugno 2008).
- (EN) Human rights: Chad, women's rights in Saudi Arabia, Japan's wartime sex slaves, in Europees Parlement, 13 dicembre 2007. URL consultato il 10 maggio 2022.
- (EN) Jeff Davis, MPs Moved to Tears by Comfort Women, in Embassy: Canada's Foreign Policy Newsweekly, 28 novembre 2007. URL consultato il 4 luglio 2008 (archiviato dall'url originale il 18 maggio 2008).
- (EN) Japan refuses to apologise for WW2 brothel scandal, in Irish Examiner, 8 marzo 2007. URL consultato il 1º giugno 2008 (archiviato dall'url originale il 26 marzo 2009).
- (EN) Japanese opposition calls on prime minister to acknowledge WWII sex slaves, in International Herald Tribune, 7 marzo 2007. URL consultato il 1º giugno 2008.
- (EN) Stephanie Coop, Sex slave exhibition exposes darkness in East Timor, in The Japan Times, 23 dicembre 2006. URL consultato il 23 dicembre 2006 (archiviato dall'url originale il 29 settembre 2007).
- (EN) Reiji Yoshida, Sex slave history erased from texts; '93 apology next?, in The Japan Times, 11 marzo 2007. URL consultato il 20 maggio 2008 (archiviato dall'url originale il 17 marzo 2008).
- (EN) Akemi Nakamura, Were they teen-rape slaves or paid pros?, in The Japan Times, 20 marzo 2007. URL consultato il 23 marzo 2007 (archiviato dall'url originale il 4 luglio 2007).
- (EN) Reiji Yoshida, Evidence documenting sex-slave coercion revealed, in The Japan Times, 18 aprile 2007 (archiviato dall'url originale il 19 novembre 2007).
- (EN) Keiji Hirano, East Timor former sex slaves start speaking out, in Japan Times, 28 aprile 2007. URL consultato il 29 agosto 2007 (archiviato dall'url originale il 1º dicembre 2008).
- (EN) Files: Females forced into sexual servitude in wartime Indonesia, in Japan Times, 12 maggio 2007. URL consultato il 29 agosto 2007 (archiviato dall'url originale il 26 settembre 2007).
- (EN) U.S. got Abe to drop denial over sex slaves, in Japan Times, 9 novembre 2007. URL consultato il 4 luglio 2008 (archiviato dall'url originale il 17 settembre 2008).
- (EN) Masami Ito, 'Comfort women' issue resolved: Noda '65 treaty cited on eve of first Seoul trip; TPP, Hague on radar, in The Japan Times, 18 ottobre 2011. URL consultato il 20 ottobre 2011.
- (EN) Bae Ji-sook, 202 Pro-Japanese Collaborators Disclosed, in The Korea Times, 17 settembre 2007. URL consultato il 10 maggio 2022.
- (EN) FOCUS: Amnesty's European 'comfort women' campaign makes steady progress, in Kyodo News, 24 novembre 2007. URL consultato il 4 luglio 2008 (archiviato dall'url originale il 22 maggio 2008).
- (EN) Edward Epstein, House wants Japan apology, in San Francisco Chronicle, 31 luglio 2007. URL consultato il 1º agosto 2007.
- (EN) Mark Landler, Cartoon of Wartime 'Comfort Women' Irks Taiwan [collegamento interrotto], in The New York Times, 2 marzo 2001. URL consultato il 5 luglio 2008.
- (EN) Martin Fackler, No Apology for Sex Slavery, Japan's Prime Minister Says, in The New York Times, 6 marzo 2007. URL consultato il 23 marzo 2007.
- (EN) Norimitsu Onishi, Denial Reopens Wounds of Japan's Ex-Sex Slaves, in The New York Times, 8 marzo 2007. URL consultato il 23 marzo 2007 (archiviato dall'url originale il 22 marzo 2007).
- (EN) EU passes resolution on Japanese-enslaved 'comfort women', The Parliament News magazine, 14 dicembre 2007. URL consultato il 4 luglio 2008 (archiviato dall'url originale l'8 gennaio 2008).
- (EN) FACTBOX-Disputes over Japan's wartime "comfort women" continue, su uk.reuters.com, Reuters, 5 marzo 2007. URL consultato il 10 maggio 2022 (archiviato dall'url originale l'11 gennaio 2009).
- (EN) No Comfort, in The New York Times, 6 marzo 2007. URL consultato il 23 marzo 2007.
- (EN) Stephen Moynihan, Abe ignores evidence, say Australia's 'comfort women', in The Age, Australia, 3 marzo 2007. URL consultato il 2 luglio 2008.
- (EN) Irene Lin, WWII sex slaves want Japan to wake up, in Taipei Times, 18 dicembre 2000. URL consultato il 4 luglio 2008.
- (EN) Hiroko Tabuchi, Japan's Abe: No Proof of WWII Sex Slaves, in The Washington Post, 1º marzo 2007. URL consultato il 23 marzo 2007.
- (EN) Joseph Coleman, Ex-Japanese PM Denies Setting Up Brothel, in The Washington Post, 23 marzo 2007. URL consultato il 1º luglio 2008.
- (EN) The Facts (JPG), in The Washington Post, 14 giugno 2007. URL consultato il 4 luglio 2008. Ospitato su nishimura-voice.up.seesaa.net.
- (EN) Dutch parliament demands Japanese compensation for "comfort women", in Xinhau, 21 novembre 2007. URL consultato il 4 luglio 2008 (archiviato dall'url originale il 25 febbraio 2008).
- (EN) Comfort station originated in govt-regulated 'civilian prostitution', in The Daily Yomiuri, 31 marzo 2007,  p. 15. URL consultato il 14 giugno 2008. Ospitato su studyofenglish.wordpress.com.
- (EN) Justin McCurry, Japan rules out new apology to 'comfort women', in The Guardian, 3 maggio 2007. URL consultato il 17 agosto 2008.
- (JA) 慰安婦問題、敗北主義に陥るな 外務省「韓国は確信犯的にやっている」 [Il problema delle donne di conforto – Non siate influenzati dal disfattismo. Lo staff del Ministero degli Esteri dichiara: "La Corea del Sud sta effettuando una detenzione criminale"], su MSN Sankei News, 9 giugno 2012,  p. 2. URL consultato il 14 giugno 2012 (archiviato dall'url originale il 2 luglio 2012).